# Острувек (Верушовський повіт)
Острувек (пол. Ostrówek) — село в Польщі, у гміні Ґалевиці Верушовського повіту Лодзинського воєводства.
Населення — 363 особи (2011).
У 1975-1998 роках село належало до Каліського воєводства.

## Демографія
Демографічна структура станом на 31 березня 2011 року:
|          | Загалом | Допрацездатний вік | Працездатний вік | Постпрацездатний вік |
| -------- | ------- | ------------------ | ---------------- | -------------------- |
| Чоловіки | 183     | 43                 | 130              | 10                   |
| Жінки    | 180     | 36                 | 106              | 38                   |
| Разом    | 363     | 79                 | 236              | 48                   |